# Vincent Cheynet
Vincent Cheynet, né en 1966, est un militant décroissant français. Il est le fondateur, en 1999, de l'association et de la revue Casseurs de pub, en 2004 du journal La Décroissance, puis en 2006 du Parti pour la décroissance.

## Biographie
Parallèlement à des engagements associatifs et politiques (il s'engage à 20 ans chez les Jeunes Démocrates Sociaux), Vincent Cheynet est pendant une dizaine d'années directeur artistique dans une multinationale de la publicité (Publicis Lyon) avant de se retourner contre son ancien métier de publicitaire.
En 1999, Vincent Cheynet cofonde avec Bruno Clémentin l'association et la revue Casseurs de pub. En 2004, il crée le journal La Décroissance, le journal de la joie de vivre, mensuel dont il est le rédacteur en chef,.
En 2002, il écrit, avec Bruno Clémentin, un éditorial dans un numéro de Silence consacré à « la décroissance soutenable et conviviale » inspiré des travaux de Nicholas Georgescu-Roegen. Ce numéro a un retentissement important, Giorgos Kallis (en) et al. le considérant comme le point de départ du mouvement pour la décroissance,,.
Cheynet est régulièrement candidat aux élections législatives dans le département du Rhône entre 1997 et 2012,. En 2007, il représente le Parti pour la décroissance qu'il a fondé l'année précédente avec Bruno Clémentin et Yves Scaviner. À la suite d'importantes dissensions internes, les trois cofondateurs quittent le parti et Vincent Cheynet crée le Parti des objecteurs de croissance (POC) en 2010,.

## Pensée
Pour Vincent Cheynet, les sociétés occidentales puisent dans les ressources naturelles, qu'il considère comme un capital commun, en faisant fi du temps nécessaire à leur renouvellement. La croissance mène donc à la faillite par épuisement des ressources (donc du capital) ou par un excès de pollution que la biosphère ne peut résorber,.
Ainsi, la société capitaliste, dont le fondement est la transgression de toute limite, court à sa perte en étant incapable de s'autolimiter, non seulement dans le domaine économique mais aussi dans la culture ou les mœurs. Selon Vincent Cheynet, nos sociétés étant mues par une « idéologie de l’illimité » qu'il faut concevoir comme un « fait social total », dénoncer la démesure ne doit donc pas se réduire aux dégâts environnementaux qu'elle induit,.
Vincent Cheynet estime que la décroissance doit rétablir l'être humain dans sa dignité et rejeter une société où il n'est qu'un agent économique dont le bonheur est fonction du produit intérieur brut (PIB). Il résume la décroissance par l'expression « faire moins mais mieux » en sortant de l'économisme afin de mettre plus en avant les autres dimensions de la société,.
Comme la plupart des partisans de la décroissance, Vincent Cheynet dénonce le concept de développement durable, vue comme un oxymore, qu'il qualifie d'« opération cosmétique » et de « pervertissement total de l’écologie politique » et lui oppose la notion de « décroissance soutenable »,. Cheney avance également que la technique et la recherche, en étant soumises à l'économie, ne sont ni neutres ni généreuses.
Il met en garde contre une société décroissante qui adviendrait « faute de mieux », par exemple à cause d'une catastrophe car si les crises demandent à prendre des décisions difficiles et favorisent le pouvoir autoritaire, cette forme de décroissance subie risque de faire advenir la dictature. Pour Vincent Cheynet, il est donc indispensable que le mouvement pour la décroissance s'engage en politique. Il s'oppose sur ces points à Serge Latouche pour qui politiser le mouvement ne peut que lui causer du tort ; la décroissance viendra s'imposer d'elle-même face aux catastrophes (pédagogie des catastrophes),,,.

## Ouvrages
- Ubunaesque !, éditions de la Mése, 2003
- (Codirection) Objectif décroissance, avec Michel Bernard et Bruno Clémentin, éditions Parangon, 2003
- (Direction) Casseurs de pub, un pavé dans la gueule de la pub, éditions Parangon, 2006
- (Participation) Pour repolitiser l’écologie, éditions Parangon, 2007
- Le choc de la décroissance, Seuil, 2008  (ISBN 978-2020-972833)
- Lyonnais, qui avez-vous élu ?, éditions de la Mése, 2008
- Décroissance ou décadence, Vierzon, Le Pas de Côté, 2014, 192 p. (ISBN 979-10-92605-03-7)